# Pirəkəşkül-Qobustan
Pirəkəşkül-Qobustan – gmina w rejonie Abşeron w Azerbejdżanie. Składa się z wiosek Pirəkəşkül i Qobustan. Populacja wynosi 1,967.